# 吹田市立桃山台小学校
吹田市立桃山台小学校（すいたしりつももやまだいしょうがっこう）は、大阪府吹田市にある公立小学校。
千里ニュータウンに立地する。
吹田市教育委員会は2010年、竹見台中学校と吹田市立千里たけみ小学校・吹田市立桃山台小学校の3校を連携型小中一貫校へ改編する構想を明らかにした。
2011年に、吹田市立竹見台中学校・吹田市立桃山台小学校・吹田市立千里たけみ小学校の３校の既存の施設をそのまま使用する施設分離型の小中一貫教育校「千里みらい夢学園」を発足。
3校は校舎統合などはおこなわずに従来の校地で教育活動を実施する一方、小学校6年の児童が週1回中学校に通学して授業などを受けている。
なお、吹田市での小中一貫校の設置は初めてとなる。
またこれに伴い、従来、南千里中学校校区だった吹田市立桃山台小学校は「千里みらい夢学園」を構成する1校として改編されることになり、桃山台小学校卒業生の進学先中学校は2011年度より吹田市立南千里中学校から吹田市立竹見台中学校へと変更になった。
2023年から中学受験の割合が10%を超え、竹見台中学校への進学率が大幅に下がった。

## 沿革
- 1967年 - 開校
- 2003年 - 校区変更。従来の吹田市立千里新田小学校校区の一部を編入。
- 2011年 - 連携型小中一貫校に改編。

## 通学可能区域
- 吹田市 桃山台全域、千里山西6丁目の一部、千里山竹園2丁目の一部、春日3丁目の一部、春日4丁目の一部

※卒業後は吹田市立竹見台中学校もしくは吹田市立南千里中学校へ進学する。

## 交通
- 北大阪急行 桃山台駅東へ約600m
- 阪急千里線 南千里駅西へ約700m